# TRACKS
TRACKS (tidligere Baneturneringen) er en frivillig organisation der, i samarbejde med atletik- og løbeklubber, arrangerer baneløb i Danmark. Organisationen arrangeres frivilligt af brødrene Simon Jørn Hansen og Christian Jørn Hansen, som overtog gerningen forud for 2015-sæsonen grundet rygter om, at den hidtidige baneturnering var i færd med at lukke ned. Pr. den 7. marts 2018 skiftede organisationen navn, men bibeholdte sin nuværende form.
TRACKS består desuden af en "Grand Prix"-serie med en præmiepulje på 27.500 kr., som fordeles til de bedst rangerede i de fire klasser; Kvinder, Herrer, U20 Drenge og U20 Piger. Senest, i år 2017, løb følgende atleter med sejren i Grand Prix-serien; Simone Glad (kvinder), Nick Rosgaard Jensen (herrer), Mia Helena Mørck (U20 Piger) og Andreas Lindgreen (U20 Drenge).